# Желєзногорський район
Желєзногорський район (рос. Железногорский район) — адміністративно-територіальна одиниця та муніципальне утворення на півночі Курської області Росії.
Адміністративний центр — місто Желєзногорськ.
До 1963 р. на території Желєзногорського району розташовувався Михайлівський район.